# Paraephydra
Paraephydra är ett släkte av tvåvingar. Paraephydra ingår i familjen vattenflugor.
Kladogram enligt Catalogue of Life:
| Paraephydra | \| \| Paraephydra freitasi \| \| \| \| \| \| Paraephydra stauros \| \| \| \| |
|             | \| \| Paraephydra freitasi \| \| \| \| \| \| Paraephydra stauros \| \| \| \| |
|             | Paraephydra freitasi                                                         |
|             |                                                                              |
|             | Paraephydra stauros                                                          |
|             |                                                                              |